# Japie (scheldwoord)
Japie is oorspronkelijk een Zuid-Afrikaanse jongensnaam, gebruikt binnen de Boere-afrikaner gemeenschap. Het is de verkorte versie van de namen Jacobus en Johannes. Het wordt echter ook als scheldwoord gebruikt, hoewel het op die manier wel steeds meer in onbruik raakt. Deze benaming komt van het Afrikaanse plaasjapie, wat 'boerenjongen' betekent. Het deel plaas betekent 'boerderij'. Een jongen die in een dorp opgroeit noemt men een dorpsjapie, een jongen van de stad een stadsjapie. Andere vormen van japie zijn jaapie, jarpie, yarpie en yarpy (eventueel gespeld met een hoofdletter).
Afrikaners gebruiken (of gebruikten) de term eerder als geuzennaam, hooguit schertsend. Desondanks kan het, afhankelijk van de intentie en situatie, door hen als minachtend of aanstootgevend worden ervaren een japie te worden genoemd. In dit geval betreft het een raciaal of cultureel bepaald denigrerend woord om Afrikaners mee te beledigen.
Met de term wordt er verwezen naar een Afrikaner die op een boerderij is opgegroeid en niet bekend is met het stadsleven, en daardoor niet wereldwijs zou zijn. Met andere woorden is een japie een ietwat eenvoudige Afrikaner met minder intellect.
In het Afrikaans wordt japie als volgt uitgelegd: "'n Baie eenvoudige (some agterlike) persoon." Oftewel: Een heel eenvoudig (enigszins achterlijk) persoon. In het Engels wordt japie gespeld als yarpie, wat zich laat vertalen als bumpkin ('boerenkinkel'). Een andere Engelse vertaling zou simpleton ('onnozele') kunnen zijn.
Hoewel het woord tegenwoordig maar weinig gebruikt wordt, bracht Robbie Wessels in 2020 nog een single uit onder de titel 'Plaasjapie'. Het nummer is nostalgisch van aard en verhaalt over het vroegere boerenleven van de ik-persoon. Nu wonend in Pretoria verlangt hij terug naar zijn jeugd, toen hij nog op een boerderij net buiten Rustenburg boerde. Verwijzend naar de natuur en de bijbehorende geluiden vergelijkt hij het boerenleven met het relatief rusteloze en doelloze stadsleven. In deze context wordt japie dus als geuzennaam gebruikt.